# Dlouhá Lhota (okres Příbram)
Dlouhá Lhota (německy Lang Lhota) je obec v okrese Příbram ve Středočeském kraji, asi 9 km severovýchodně od Příbrami. Žije zde 462 obyvatel.

## Historie
První písemná zmínka o Dlouhé Lhotě, původně zvané Bavorova Lhota podle Viléma Bavora ze Strakonic, pochází z roku 1336. Vesnice patřila až do šestnáctého století k pičínskému statku, ale roku 1515 ji získal Mikuláš Bechyně z Lažan a buď on nebo jeho nástupci zde postavili zámek.

### Rok 1932
Ve vsi Dlouhá Lhota (510 obyvatel, poštovna, četnická stanice) byly v roce 1932 evidovány tyto živnosti a obchody: 2 hostince, jednatelství, kolář, 2 kováři, krejčí, obuvník, realitní kancelář, 2 rolníci, 2 obchody se smíšeným zbožím, trafika, 2 truhláři, velkostatek Mára.

## Obecní správa

### Části obce
- Dlouhá Lhota (k. ú. Dlouhá Lhota u Dobříše)

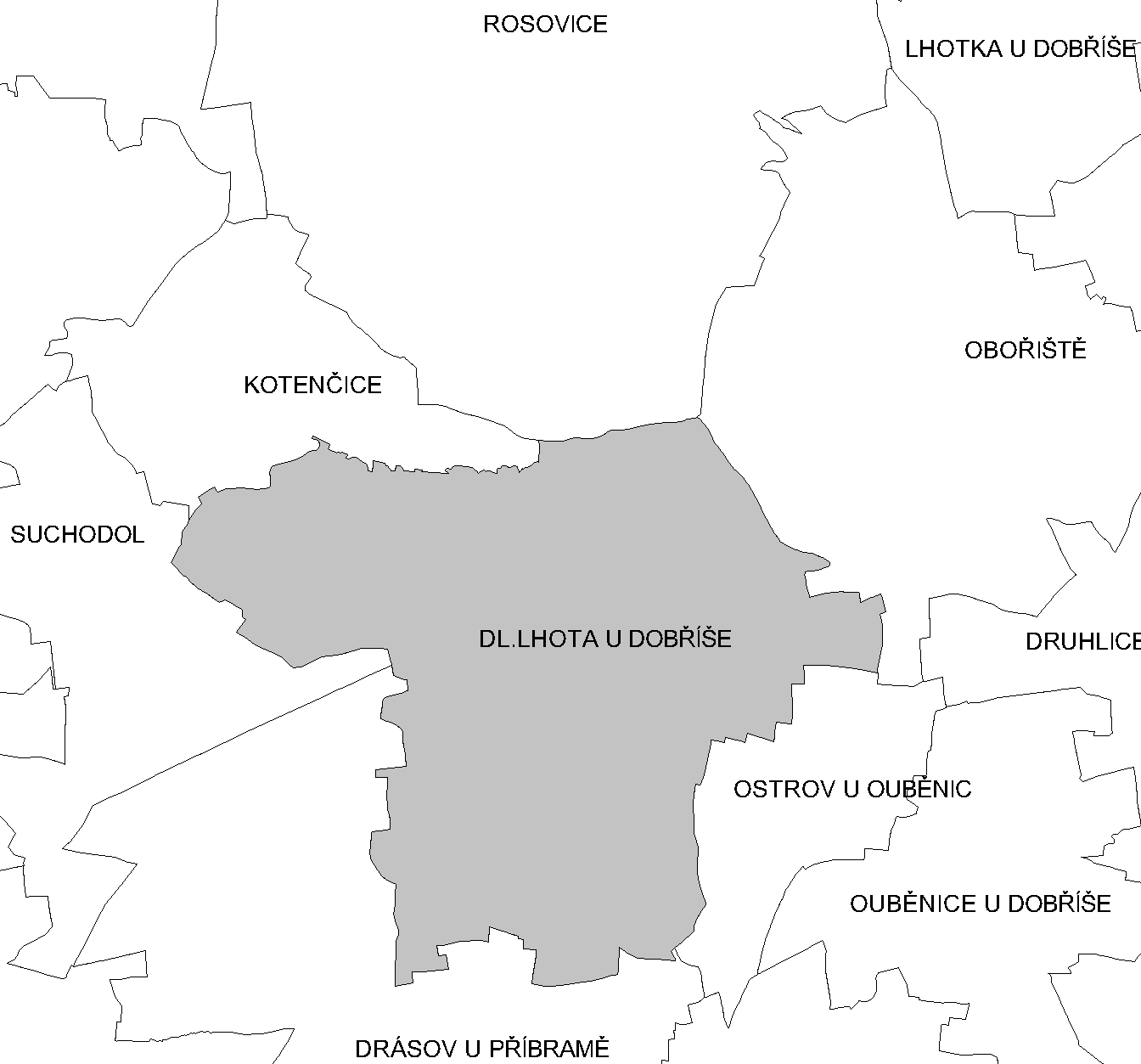
Katastrální území Dlouhé Lhoty

Sousedními obcemi sídla jsou Ouběnice, Rosovice, Obořiště, Suchodol, Kotenčice a Drásov.

### Územněsprávní začlenění
Dějiny územněsprávního začleňování zahrnují období od roku 1850 do současnosti. V chronologickém přehledu je uvedena územně administrativní příslušnost obce v roce, kdy ke změně došlo:
- 1850 země česká, kraj Praha, politický okres Příbram, soudní okres Dobříš[7]
- 1855 země česká, kraj Praha, soudní okres Dobříš
- 1868 země česká, politický okres Příbram, soudní okres Dobříš
- 1939 země česká, Oberlandrat Tábor, politický okres Příbram, soudní okres Dobříš[8]
- 1942 země česká, Oberlandrat Praha, politický okres Příbram, soudní okres Dobříš[9]
- 1945 země česká, správní okres Příbram, soudní okres Dobříš[10]
- 1949 Pražský kraj, okres Dobříš[11]
- 1960 Středočeský kraj, okres Příbram
- 2003 Středočeský kraj, okres Příbram, obec s rozšířenou působností Příbram

## Doprava

### Dopravní síť
Do obce vedou silnice III. třídy. Okolo obce vede dálnice D4. Železniční trať ani stanice či zastávka na území obce nejsou.

### Autobusová doprava 2024
Autobusovou dopravu v obci Dlouhá Lhota zajišťuje společnost Martin Uher. Obec je součástí Pražské integrované dopravy (PID). V obci se nacházejí zastávky Dlouhá Lhota a Dlouhá Lhota,U Křížku. Obcí vede autobusová linka 517, která zajišťuje spojení mezi Příbramí, Hájemi, Dubencem, Dlouhou Lhotou, Obořištěm, Dobříší a Voznicí.

### Letecká doprava 2024
Na území obce se nachází letiště Příbram, které se často využívá pro různé rekreační a sportovní aktivity. Letiště je známé svými tuning srazy.

## Pamětihodnosti

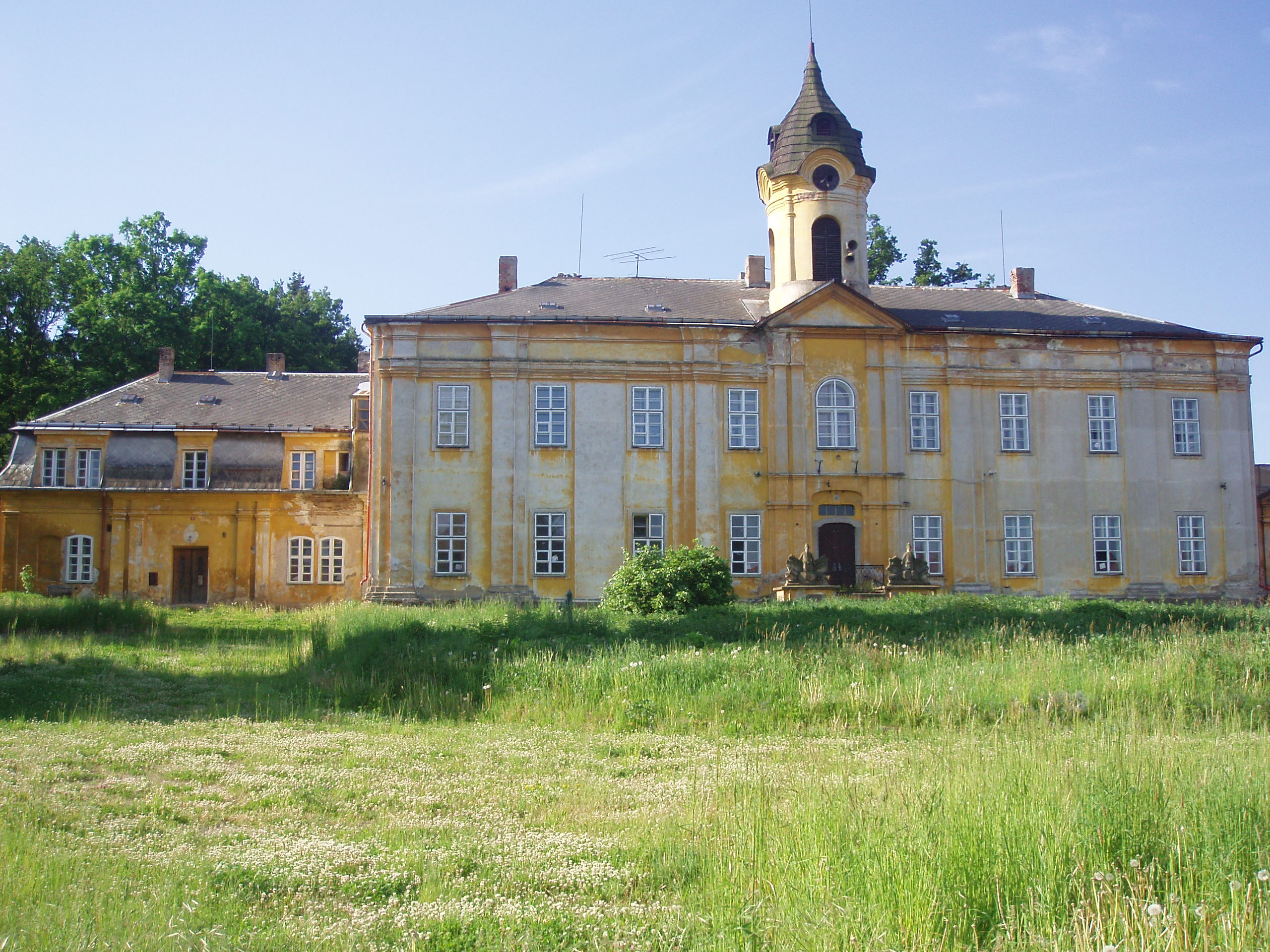
Zámek

- Dlouholhotský zámek vznikl přestavbou tvrze ze 16. století. Jeho dochovaná klasicistní podoba je výsledkem úprav z konce osmnáctého a průběhu devatenáctého století.[5]
- Gotický kostel sv. Jana Evangelisty se vzácným skládacím oltářem z konce 14. století.
- Barokní márnice na hřbitově.
- Barokní socha sv. Jana Nepomuckého krytá stříškou.